# Gladiolus stellatus
Gladiolus stellatus är en irisväxtart som beskrevs av Gwendoline Joyce Lewis. Gladiolus stellatus ingår i släktet sabelliljor, och familjen irisväxter. Inga underarter finns listade i Catalogue of Life.